# Thái Lan năm 2021
Năm 2021 là năm thứ 240 của Vương quốc Rattanakosin tại Thái Lan. Đây là năm trị vì thứ 6 của Vua Vajiralongkorn (Rama X), và được coi là năm 2564 theo Phật lịch.

## Đương nhiệm
- Vua: Vajiralongkorn
- Thủ tướng: Prayut Chan-o-cha
- Tăng Thống tối cao: Ariyavongsagatanana IX

## Sự kiện

### Sự kiện đang diễn ra
- Đại dịch COVID-19 tại Thái Lan

### Tháng 5
- Ngày 21 đến 30 tháng 5 – Dự kiến tổ chức Đại hội Thể thao Trong nhà và Võ thuật châu Á
 2021 tại Băng Cốc và Chonburi.[1][2] Sự kiện này đã bị trì hoãn do dịch COVID-19, dự tính ban đầu từ ngày 10 đến 20 tháng 3 năm 2022 sau đó hoãn lại từ ngày 17 đến 26 tháng 11 năm 2023.[3]

## Mất
- Ngày 3 tháng 2 – Pong Sarasin, giám đốc điều hành tập đoàn và chính trị gia, cựu Phó Thủ tướng (sinh năm 1927).[4]
- Ngày 7 tháng 9 – Thanwa Raseetanu, ca sĩ luk thung (sinh năm 1970).[5]